# تریس (۲٫۳-بروموپروپیل) فسفات
تریس(۲٫۳-بروموپروپیل) فسفات (به انگلیسی: Tris(2,3-dibromopropyl) phosphate) یک ترکیب شیمیایی با شناسه پاب‌کم ۳۱۳۵۶ است.